# Lijst van administratieve eenheden in Cà Mau
Deze lijst bevat een overzicht van administratieve eenheden in Cà Mau (Vietnam).
De provincie Cà Mau ligt in de regio Mekong-delta en is de meest zuidelijke provincie van Vietnam. De oppervlakte van de provincie bedraagt 5331,7 km² en telt ruim 1.241.000 inwoners. Cà Mau is onderverdeeld in één stad en acht huyện.

## Stad

### Thành phốCà Mau
- Phường 1
- Phường 2
- Phường 4
- Phường 5
- Phường 6
- Phường 7
- Phường 8
- Phường 9
- Phường Tân Thành
- Phường Tân Xuyên
- Xã An Xuyên
- Xã Định Bình
- Xã Hòa Tân
- Xã Hòa Thành
- Xã Lý Văn Lâm
- Xã Tắc Vân
- Xã Tân Thành

## Huyện

### HuyệnCái Nước
- Thị trấn Cái Nước
- Xã Đông Hưng
- Xã Đông Thới
- Xã Hòa Mỹ
- Xã Hưng Mỹ
- Xã Lương Thế Trân
- Xã Phú Hưng
- Xã Tân Hưng
- Xã Tân Hưng Đông
- Xã Thạnh Phú
- Xã Trần Thới

### HuyệnĐầm Dơi
- Thị trấn Đầm Dơi
- Xã Ngọc Chánh
- Xã Nguyễn Huân
- Xã Quách Phẩm
- Xã Quách Phẩm Bắc
- Xã Tạ An Khương
- Xã Tạ An Khương Đông
- Xã Tạ An Khương Nam
- Xã Tân Dân
- Xã Tân Đức
- Xã Tân Duyệt
- Xã Tân Thuận
- Xã Tân Tiến
- Xã Tân Trung
- Xã Thanh Tùng
- Xã Trần Phán

### HuyệnNăm Căn
- Thị trấn Năm Căn
- Xã Đất Mới
- Xã Hàm Rồng
- Xã Hàng Vịnh
- Xã Hiệp Tùng
- Xã Lâm Hải
- Xã Tam Giang
- Xã Tam Giang Đông

### HuyệnNgọc Hiển
- Thị trấn Rạch Gốc
- Xã Đất Mũi
- Xã Tam Giang Tây
- Xã Tân Ân
- Xã Tân Ân Tây
- Xã Viên An
- Xã Viên An Đông

### HuyệnPhú Tân
- Thị trấn Cái Đôi Vàm
- Xã Phú Mỹ
- Xã Phú Tân
- Xã Phú Thuận
- Xã Rạch Chèo
- Xã Tân Hải
- Xã Tân Hưng Tây
- Xã Việt Khái
- Xã Việt Thắng

### HuyệnThới Bình
- Thị trấn Thới Bình
- Xã Biển Bạch
- Xã Biển Bạch Đông
- Xã Hồ Thị Kỷ
- Xã Tân Bằng
- Xã Tân Lộc
- Xã Tân Lộc Bắc
- Xã Tân Lộc Đông
- Xã Tân Phú
- Xã Thới Bình
- Xã Trí Lực
- Xã Trí Phải

### HuyệnTrần Văn Thời
- Thị trấn Sông Đốc
- Thị trấn Trần Văn Thời
- Xã Khánh Bình
- Xã Khánh Bình Đông
- Xã Khánh Bình Tây
- Xã Khánh Bình Tây Bắc
- Xã Khánh Hải
- Xã Khánh Hưng
- Xã Khánh Lộc
- Xã Lợi An
- Xã Phong Điền
- Xã Phong Lạc
- Xã Trần Hợi

### HuyệnU Minh
- Thị trấn U Minh
- Xã Khánh An
- Xã Khánh Hòa
- Xã Khánh Hội
- Xã Khánh Lâm
- Xã Khánh Thuận
- Xã Khánh Tiến
- Xã Nguyễn Phích